# Tour de Francia 1908
El 6.º Tour de Francia tuvo lugar entre el 13 de julio y el 9 de agosto de 1908 a lo largo de 4488 kilómetros recorridos en 14 etapas.
Después de su victoria del año anterior, Lucien Petit-Breton fue considerado el principal favorito. Ganó cinco de las catorce etapas y la general, a una velocidad media de 28,47 km/h, demostrando que la victoria del año anterior no era casualidad. Como en años precedentes, la carrera estuvo dominada por ciclistas franceses; pero en esta ocasión dos italianos y un luxemburgués se situaron entre los diez primeros.

## Cambios respecto al Tour de Francia 1907
El Tour de Francia de 1908 siguió casi el mismo recorrido que el Tour de Francia 1907. Las normas también fueron las mismas, siguiendo empleándose el sistema de clasificación por puntos. Antes de empezar la carrera, la organización del Tour declaró que había tomado todas las medidas necesarias para evitar incidentes como los de 1905 y que los alborotadores tenían el 90% de posibilidades de ser capturados e ir a parar a la cárcel.
En esta edición se emplearon neumáticos desmontables por primera vez, lo que facilitaba las reparaciones de los pinchazos a los ciclistas y que se tardara menos tiempo. Henri Desgrange quería mantener el Tour de Francia como una carrera entre deportistas individuales y por ello todos los ciclistas tenían que usar los cuadros que les proporcionaba la organización.

## Participantes
Antes de comenzar la carrera, 162 ciclistas se habían inscrito para correr en el Tour de Francia y habían recibido el dorsal de salida. Con todo, 48 ciclistas no iniciaron la carrera y la primera etapa comenzó con 114 ciclistas. Como a los ciclistas no se les permitía cambiar de bicicletas, la separación en dos clases diferentes que había tenido lugar en los años anteriores había desaparecido y todos los ciclistas corrían en la misma categoría.
El principal favorito a la victoria final era Lucien Petit-Breton, el ganador de la edición anterior. Petit-Breton recibió el apoyo del equipo Peugeot, equipo que acogía a los mejores ciclistas y que en las cinco ediciones anteriores del Tour de Francia habían ganado hasta 20 etapas. Además, Petit-Breton era un reputado mecánico de bicicletas, algo a tener en cuenta, ya que según las reglas los ciclistas tenían que reparar la bicicleta sin ayuda. La principal oposición venía de los ciclistas del equipo Alcyon, encabezado por Georges Passerieu y Gustave Garrigou.
La deportista francesa Marie Marvingt intentó participar en el Tour de Francia de 1908, pero se le negó el permiso para la carrera, ya que estaba abierta solamente a los hombres. Al finalizar cada etapa, Marvingt recorría el mismo recorrido oficial, consiguiendo terminarlo.

## Desarrollo de la carrera

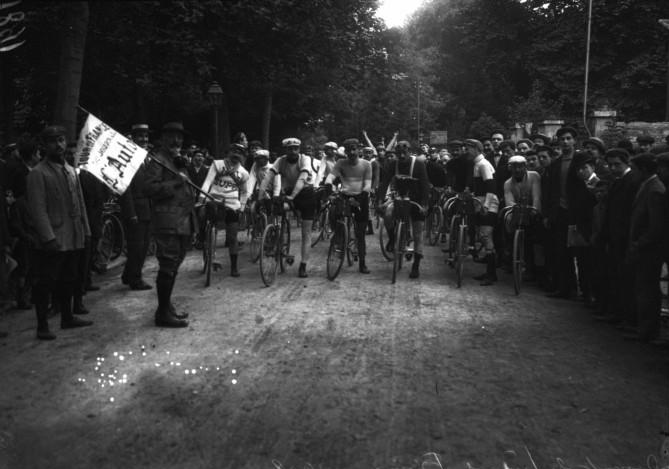
Salida del Tour de Francia de 1908.

En la primera etapa el coche de Henri Desgrange sufre una avería, debiendo finalizar la etapa a bordo de un carruaje de caballos. 
El equipo  Labor  toma la salida ataviado con unos maillots amarillos, pero en 1908 el maillot amarillo aún no se empleaba para distinguir el líder de la carrera. En esta primera etapa, entre París y Roubaix el pavé provoca numerosos accidentes y pinchazos. La victoria fue para Georges Passerieu, mientras que Petit-Breton acabó en segunda posición.
La segunda etapa, entre Roubaix y Metz, pasó por territorio de la Alsacia-Lorena, entonces perteneciente a Alemania. Como en años anteriores, se lanzaron clavos en la carretera. Esta etapa fue ganada por Lucien Petit-Breton y Passerieu acabó en segunda posición. Al haber ganado ambos una etapa y haber finalizado en segunda posición en la otra, Petit-Breton y Passerieu tenían los mismos puntos. Algunas fuentes indican que ocupaban el liderato  ex aequo  al terminar la etapa, mientras que otros indican que Passerieu ocupaba el liderazgo en solitario.
En la tercera etapa, iniciada por el Conde Zeppelin, el jefe del equipo  Labor  envió un telegrama al mánager del equipo después de otro accidente de un miembro del equipo, Jean Novo: "Tras la caída de Novo y los mediocres resultados de los otros corredores, he decidido abandonar la carrera." El resto del Tour fue dominada por los hombres del equipo Peugeot, que ganaron todas las etapas. En esta etapa, Passerieu finalizó en la 30.ª posición; y Petit-Breton en segunda posición, por lo que pasó a liderar la carrera con un amplio margen de puntos.
La cuarta etapa, con final en Lyon, se disputó bajo una tormenta de nieve. François Faber ganó la etapa, pero en la segunda etapa había finalizado en 49.ª posición y no representaba una amenaza seria en la clasificación general.
En la sexta etapa se subieron la Rampe de Laffrey y el coll Bayard. André Pottier, el hermano pequeño del campeón de 1906 René Pottier, pasó en primera posición por ambos cuellos, pero no pudo mantener la ventaja al frente y la etapa fue ganada por Jean-Baptiste Dortignacq. 
En la 9.ª etapa, ganada por Petit-Breton, Faber subió a la segunda posición de la clasificación general.
En la 13.ª etapa, de 415 km entre Brest y Caen, el vencedor de esta, Passerieu, necesitó más de 16 horas para finalizarla. El último ciclista al terminar la etapa, Louis di Maria, necesitó más de 23 horas para completar la etapa.
Faber no representó ninguna amenaza para Petit-Breton, y este último ganó el Tour de Francia fácilmente. Su peor posición en una etapa fue en la 10.ª, cuando terminó décimo, a un segundo del vencedor; en todas las demás etapas acabó entre los cuatro primeros, ganando cinco de las etapas.

## Resultados

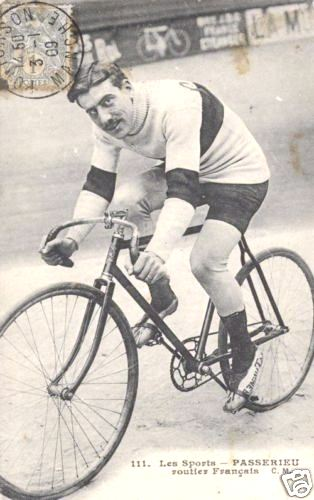
Georges Passerieu, vencedor de la primera etapa.

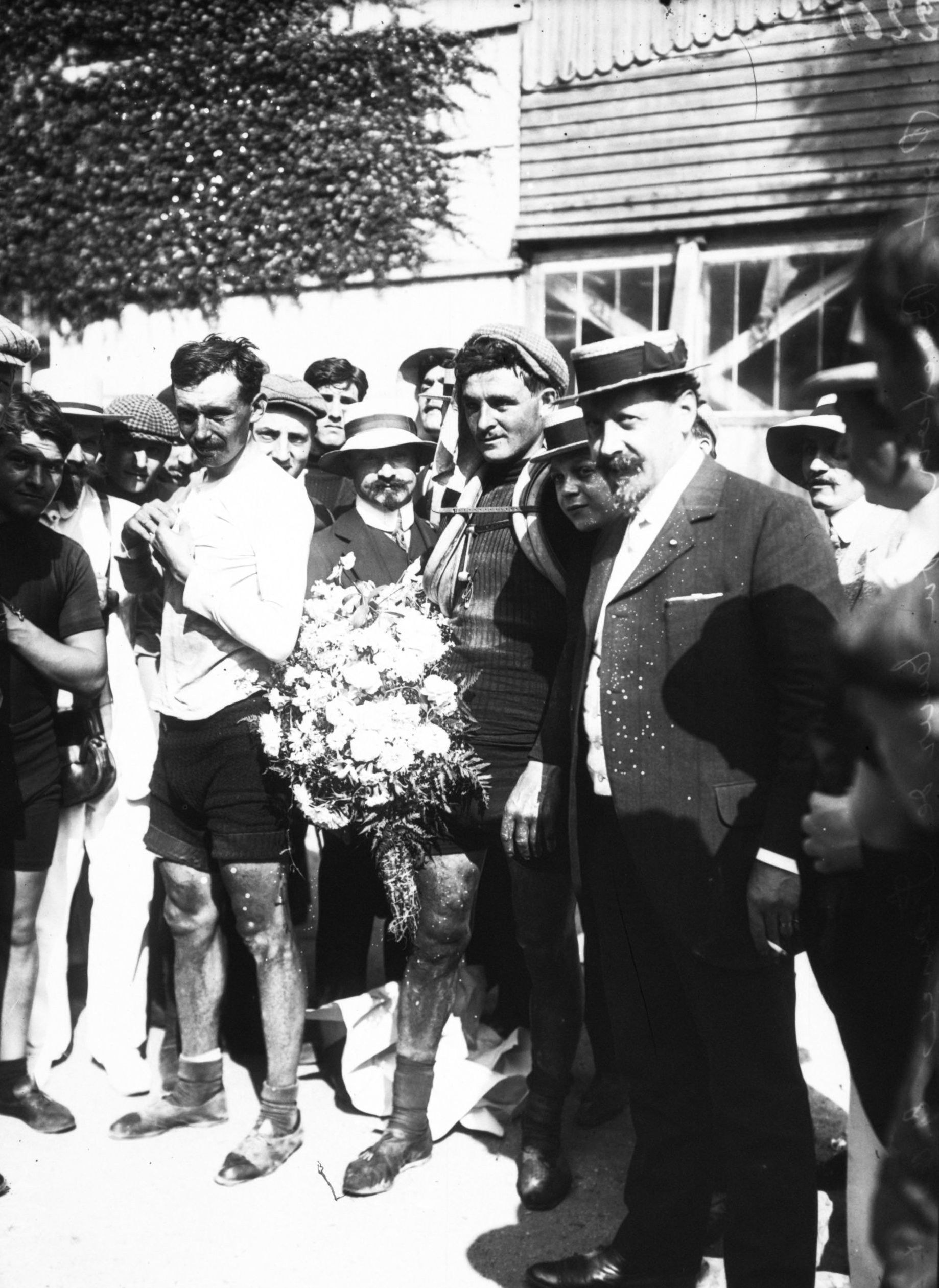
Lucien Petit-Breton, celebrando la victoria del Tour de Francia de 1908.

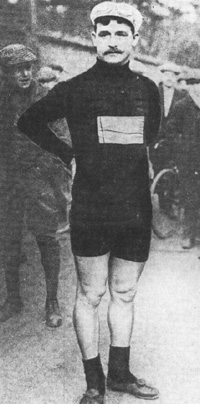
François Faber, vencedor de cuatro etapas del Tour de Francia de 1908.

## Las etapas
| Etapa | Fecha       | Recorrido         | Distancia (km) | Ganador                  | Líder               |
| ----- | ----------- | ----------------- | -------------- | ------------------------ | ------------------- |
| 1.ª   | 13 de julio | París - Roubaix   | 272            | Georges Passerieu        | Georges Passerieu   |
| 2.ª   | 15 de julio | Roubaix - Metz    | 398            | Lucien Petit-Breton      | Georges Passerieu   |
| 3.ª   | 17 de julio | Metz - Belfort    | 259            | François Faber           | Lucien Petit-Breton |
| 4.ª   | 19 de julio | Belfort - Lyon    | 309            | François Faber           | Lucien Petit-Breton |
| 5.ª   | 21 de julio | Lyon - Grenoble   | 311            | Georges Passerieu        | Lucien Petit-Breton |
| 6.ª   | 23 de julio | Grenoble - Niza   | 345            | Jean-Baptiste Dortignacq | Lucien Petit-Breton |
| 7.ª   | 25 de julio | Niza - Nimes      | 345            | Lucien Petit-Breton      | Lucien Petit-Breton |
| 8.ª   | 27 de julio | Nimes - Toulouse  | 303            | François Faber           | Lucien Petit-Breton |
| 9.ª   | 29 de julio | Toulouse - Bayona | 299            | Lucien Petit-Breton      | Lucien Petit-Breton |
| 10.ª  | 31 de julio | Bayona - Burdeos  | 269            | Georges Paulmier         | Lucien Petit-Breton |
| 11.ª  | 2 de agosto | Burdeos - Nantes  | 391            | Lucien Petit-Breton      | Lucien Petit-Breton |
| 12.ª  | 4 de agosto | Nantes - Brest    | 321            | François Faber           | Lucien Petit-Breton |
| 13.ª  | 6 de agosto | Brest - Caen      | 415            | Georges Passerieu        | Lucien Petit-Breton |
| 14.ª  | 9 de agosto | Caen - París      | 251            | Lucien Petit-Breton      | Lucien Petit-Breton |

## Clasificación
La clasificación general fue calculada por puntos: en cada etapa el vencedor obtenía un punto, el siguiente dos puntos y así sucesivamente. Tras la octava etapa, cuando solo quedaban 39 ciclistas corriente, los puntos dados en las ocho primeras etapas fueron redistribuidos entre los ciclistas restantes, de acuerdo con sus posiciones en aquellas etapas. De los 114 ciclistas que tomaron la salida, 36 finalizaron. El equipo Peugeot dominó la carrera y no solo sus ciclistas ganaron las 14 etapas, sino que ocuparon las cuatro primeras posiciones de la clasificación general. Aunque los ciclistas corrían la carrera de manera individual, y oficialmente no estaban ligados a patrocinadores, la mayoría de ellos lo tenían.
| Clasificación general |                     |                |        |
| Ciclista              | Ciclista            | Publicidad     | Puntos |
| --------------------- | ------------------- | -------------- | ------ |
| 1.º                   | Lucien Petit-Breton | Peugeot-Wolber | 36     |
| 2.º                   | François Faber      | Peugeot-Wolber | 68     |
| 3.º                   | Georges Passerieu   | Peugeot-Wolber | 75     |
| 4.º                   | Gustave Garrigou    | Peugeot-Wolber | 91     |
| 5.º                   | Luigi Ganna         | Peugeot-Wolber | 120    |
| 6.º                   | Georges Paulmier    | Peugeot-Wolber | 125    |
| 7.º                   | Georges Fleury      | Peugeot-Wolber | 134    |
| 8.º                   | Henri Cornet        | Peugeot-Wolber | 142    |
| 9.º                   | Marcel Godivier     | Alcyon-Dunlop  | 153    |
| 10.º                  | Giovanni Rossignoli | Bianchi        | 160    |

### Otras clasificaciones
El segundo clasificado, François Faber fue el ganador de la categoría "pneus démontables". El diario organizador de la carrera, L'Auto nombró a Gustave Garrigou el meilleur grimpeur, el mejor escalador. Este título no oficial es el predecesor de la clasificación de la montaña.

## Después de la carrera
Lucien Petit-Breton, el primer ciclista en ganar dos ediciones del Tour de Francia, escribió un libro sobre su vida "Comment je cours sur route" al terminar la carrera. 
El libro se convirtió en un éxito de ventas, y Petit-Breton comenzó a escribir columnas de ciclismo por los diarios. En el Tour de 1909 Petit-Breton no participó como ciclista, pero siguió la carrera como periodista.

## Libros y otros
- Coll., Tour de Francia, 100 años, París, L'Équipe, 2003] (enlace roto disponible en Internet Archive; véase el historial, la primera versión y la última)., tomo 1, p.60-65 (en francés)

## Sitios externos
- Wikimedia Commons alberga una categoría multimedia sobre Tour de Francia 1908.
- La mémoire du cyclisme / Tour 1908 Archivado el 21 de septiembre de 2008 en Wayback Machine. (en francés)

- Datos: Q249102
- Multimedia: Tour de France 1908 / Q249102